# Sebastián Santibáñez
Sebastián Santibáñez Mettifogo (Chile, 15 de abril de 1996) es un tenista chileno.
Fue campeón de la Copa Mundial de Tenis Junior (sub-14) en 2010, junto con Christian Garín y Bastián Malla. En 2011 participó en la Copa Davis Junior (sub-16), obteniendo el octavo lugar junto con Guillermo Núñez Beltrán y nuevamente junto con Christian Garin. 